# جان بيروتيه
جان بيروتيه (31 مايو 1925 - 26 فبراير 2021) مهندس معماري فرنسي. اشتهر بترميمه للمسارح الباريسية في الستينيات.

## السيرة الشخصية
درس بيروتيه الهندسة المعمارية في المدرسة الوطنية للفنون الجميلة من عام 1947 إلى عام 1954. انضم إلى فالنتين فابر وجاك أليجريت وجان تريبيل وبول شيميتوف وجورج لويسو لإنشاء ورشة التخطيط العمراني والعمارة. حصل على جائزة المربع الفضي في عام 1960.
تخصص بيروتيه في المشاريع المعمارية العامة وخاصة المسارح والمراكز الثقافية. بفضل أندري ماروكس وداك لانغ تمكن من الحصول على دعم من الحكومة الفرنسية، مما ساعده على اكتساب سمعة سيئة. ساعد في ترميم مسرح ساره بيرهارت القديم، والذي أصبح مسرحًا للمدينة.
توفي جان بيروتيه في 26 فبراير 2021 في منزله في مونتروي عن عمر يناهز 95 عامًا.